# William Gemmell Cochran
William Gemmell Cochran (Rutherglen, 15 de julho de 1909 – Orleans, 29 de março de 1980) foi um estatístico escocês, o qual passou a maior parte de sua vida nos Estados Unidos.

## Vida acadêmica
Cochran estudou matemática na Universidade de Glasgow e na Universidade de Cambridge. Trabalhou na Rothamsted Experimental Station de 1934 a 1939, quando então mudou-se para os Estados Unidos, onde ajudou a constituir diversos departamentos de estatística. Seu maior período numa única universidade transcorreu em Harvard onde entrou em 1957 e na qual se aposentou em 1976.

## Obras
Cochran escreveu muitos artigos e livros, alguns dos quais tornaram-se obras de referência:
- Experimental designs (com Gertrude Mary Cox), 1950. ISBN 0-471-54567-8
- Sampling techniques, 1952. ISBN 0-471-16240-X
- Statistical Methods applied to Experiments in Agriculture and Biology de George W. Snedecor (Cochran contribuiu com a quinta edição, de 1956). ISBN 0-8138-1561-4
- Planning and analysis of observational studies (editado por Lincoln E. Moses e Frederick Mosteller), 1983.